# PCD World Tour
PCD World Tour é a primeira digressão do grupo feminino The Pussycat Dolls. Chegou à Europa e parte da Ásia. O grupo visitou a América do Norte com Christina Aguilera e Black Eyed Peas. No Reino Unido tiveram o apoio de Rihanna. O grupo causou controvérsia durante a actuação em Sunway Lagoon, na Malásia, quebrando as leis de decência do país.

## Alinhamento
| N.º | Título | Duração |  |
| 1.  | "Introdução" (Vídeo de abertura da PCD World Tour - instrumental de "Bite The Dust" com vocais de "Don't Cha") |         |  |
| 2.  | ""Buttons"" (Final remixado)                                                                                   |         |  |
| 3.  | "Beep" |         |  |
| 4.  | "I Don't Need a Man" (Remix)                                                                                   |         |  |
| 5.  | "Fever" (cantada por Carmit e Melody)                                                                          |         |  |
| 6.  | "Feelin' Good" (Acapella - solo de Nicole Scherzinger)                                                         |         |  |
| 7.  | "Stickwitu" |         |  |
| 8.  | "How Many Times, How Many Lies" (Solo de Nicole)                                                               |         |  |
| 9.  | "Tainted Love"                                                                                                 |         |  |
| 10. | "Hot Stuff (I Want You Back)"                                                                                  |         |  |
| 11. | "Bite The Dust"                                                                                                |         |  |
| 12. | "Show Me What You Got"                                                                                         |         |  |
| 13. | "Wait a Minute"                                                                                                |         |  |
| 14. | "Whole Lotta Love"                                                                                             |         |  |
| 15. | "Sway" |         |  |
| 16. | "Don't Cha" (Final remixado)                                                                                   |         |  |

## Datas
| Data                   | Cidade        | País          | Local                         |
| ---------------------- | ------------- | ------------- | ----------------------------- |
| Ásia                   |               |               |                               |
| 26 de julho de 2006    | Subang Jaya   | Malásia       | Surf Beach                    |
| 28 de julho de 2006    | Cidade Quezon | Filipinas     | Araneta Coliseum              |
| Europa                 |               |               |                               |
| 12 de novembro de 2006 | Munique       | Alemanha      | Zenith                        |
| 13 de novembro de 2006 | Frankfurt     | Alemanha      | Jahrhunderthalle              |
| 14 de novembro de 2006 | Paris         | França        | Zénith de Paris               |
| 16 de novembro de 2006 | Zurique       | Suíça         | Hallenstadion                 |
| 17 de novembro de 2006 | Amsterdam     | Países Baixos | Heineken Music Hall           |
| 18 de novembro de 2006 | Böblingen     | Alemanha      | Sporthalle Böblingen          |
| 19 de novembro de 2006 | Cologne       | Alemanha      | Palladium                     |
| 24 de novembro de 2006 | Dublin        | Irlanda       | Point Theatre                 |
| 26 de novembro de 2006 | Glasgow       | Escócia       | SECC Concert Hall 4           |
| 28 de novembro de 2006 | Manchester    | Reino Unido   | Manchester Evening News Arena |
| 29 de novembro de 2006 | Brussels      | Bélgica       | Forest National               |
| 30 de novembro de 2006 | Birmingham    | Reino Unido   | NEC Arena                     |
| 1 de dezembro de 2006  | Londres       | Reino Unido   | Wembley Arena                 |
| 2 de dezembro de 2006  | Ischgl        | Austrália     | Silvrettaseilbahn AG          |
| 27 de dezembro de 2006 | Cardiff       | Reino Unido   | Cardiff International Arena   |
| 28 de dezembro de 2006 | Londres       | Reino Unido   | Wembley Arena                 |
| 29 de dezembro de 2006 | Nottingham    | Reino Unido   | Nottingham Arena              |
| 30 de dezembro de 2006 | Belfast       | Reino Unido   | Odyssey Arena                 |
| 2 de fevereiro de 2007 | Dublin        | Irlanda       | Point Theatre                 |
| 4 de fevereiro de 2007 | Manchester    | Reino Unido   | Manchester Evening News Arena |
| 5 de fevereiro de 2007 | Sheffield     | Reino Unido   | Hallam FM Arena               |
| 6 de fevereiro de 2007 | Newcastle     | Reino Unido   | Metro Radio Arena             |